# Флойер, Джон
Сэр Джон Флойер (англ. John Floyer; 3 марта 1649 — 1 февраля 1734) — английский медик, врач и писатель

.
Доктор медицины (1686).

## Биография
Родился в деревне недалеко от Личфилда в графстве Стаффордшир. В 15-летнем возрасте поступил в Куинз-колледж (Оксфордский университет), где изучал медицину. С 1680 года практиковал в Личфилде. В апреле 1680 года Флойер женился на вдове Мэри Флитвуд из Личфилда. В 1686 году был избран на пожизненный срок мировым судьей, позже избран судебным приставом.
В 1686 году король Яков II возвёл его в рыцарское достоинство.
По собственному опыту в 1698 году описал, как состояние пациентов с астмой ухудшается в ночное время. Известен тем, что внедрил в клиническую практику измерение пульса и созданием для этой цели специальных часов.
Был сторонником применения холодных ванн и дал раннее описание патологических изменений в лёгких, связанных с эмфиземой.
Автор статей и книг на медицинские темы.

## Избранные публикации
- Pharmako-Basanos: or the Touchstone of Medicines, discovering the virtues of Vegetables, Minerals and Animals, by their Tastes and Smells (2 vols, 1687)
- The praeternatural State of animal Hurnours described by their sensible Qualities (1696)
- An Enquiry into the right Use and Abuses of the hot, cold and temperate Baths in England (1697)
- A Treatise of the Asthma (1st ed., 1698)
- The ancient psychrolousia revived, or an Essay to prove cold bathing both safe and useful (London, 1702; several editions 8vo; abridged, Manchester, 1844, 12mo) See online version below.
  - John Floyer & Edward Baynard. Psychrolousia. Or, the History of Cold Bathing: Both Ancient and Modern. In Two Parts. The First, written by Sir John Floyer, of Litchfield. The Second, treating the genuine life of Hot and Cold Baths..(exceedingly long subtitles) By Dr. Edward Baynard.. — London : William Innys. Fourth Edition, with Appendix, 1715. Full text at Internet Archive (archive.org)
- The Physician’s Pulse-watch (1707—1710)
- The Sibylline Oracles, translated from the best Greek copies, and compared with the sacred Prophecies. — London : J.Nicholson., 1713. Full text at Internet Archive (archive.org)
  - See also: Sibylline oracles article.
- Two Essays:.... — London, 1717. Full text at Internet Archive (archive.org)
  - the first Essay concerning the Creation, Aetherial Bodies, and Offices of good and bad Angels
  - the second Essay concerning the Mosaic System of the World (Nottingham, 1717)
- An Exposition of the Revelations (1719)
- An Essay to restore the Dipping of Infants in their Baptism (1722)
- Medicina Gerocomica, or the Galenic Art of preserving old Men’s Healths (1st ed., 1724)
- A Comment on forty-two Histories described by Hippocrates (1726).